# Wangels
Wangels est une commune d'Allemagne de l'arrondissement du Holstein-de-l'Est en Allemagne septentrionale. Elle avait une population de 2 227 habitants au 31 décembre 2008.

## Géographie
Wangels jouxte l'Amt de Lehsan, la mer Baltique au nord et l'arrondissement de Plön. La commune s'étend sur un territoire de 67,12 km2. Elle comprend les villages de Hansühn (avec les domaines du manoir de Testorf), de Hohenstein (avec les terres du manoir de Farve), et de Döhnsdorf (avec les terres du manoir de Weißenhaus (de)).
Ces trois villages se réunissent en 1939 pour former la commune actuelle. Ils sont rattachées aussi à la localité de Grammdorf et les terres du manoir d'Ehlerstorf (de).